# Odontophorus melanotis
El corcovado orejinegro (Odontophorus melanotis), también conocida como codorniz selvático pecho canelo o cordoniz de cara negra, es una especie de ave galliforme de la familia Odontophoridae. Habita en la pluvisilva de la vertiente del Caribe de América Central, desde Honduras hasta Costa Rica y en ambas vertientes en Panamá.

## Subespecies
Se reconocen dos subespecies:
- Odontophorus melanotis melanotis Salvin, 1865
- Odontophorus melanotis verecundus J. L. Peters, 1929